# Rocinela major
Rocinela major är en kräftdjursart som beskrevs av Brocchi 1875. Rocinela major ingår i släktet Rocinela och familjen Aegidae. Inga underarter finns listade i Catalogue of Life.